# 1916 год в автомобилестроении
Список событий в автомобилестроении в 1916 году:

## События

### Март
- 1 — родился Иван Херст (англ. Ivan Hirst) (1916—2000), майор британской армии, направленный в 1945 году в Вольфсбург. Прагматизм, трудолюбие и дар определять главное, позволил ему превратить разрушенное предприятие по производству вооружений в автомобильный завод Volkswagen[1].
- 6[2] (7[3]) — считается официальным днём рождения BMW. В этот день была основана компания Bayerische Flugzeugwerke (BFW), которая после ряда преобразовании и даже исчезновений превратилась в 1922 году в BMW. Штаб-квартира и основной завод BMW Group по сей день расположены на бывшем заводе BFW в районе Мильбертсхофен[нем.] Мюнхена.

### Февраль
- 21 — по решению Императора в Ярославле основано «АО механических передвижений и производств В.А. Лебедева». После Октябрьской революции предприятие было национализировано и занималось ремонтом техники. В середине 1920-х здесь наладили производство тяжёлых грузовиков, а также самосвалов, троллейбусов, в том числе двухэтажных, и автобусов. Во время войны был разработан 7-тонный грузовик, производство которого в 1947 году началось на Минском автозаводе. В настоящий время Ярославский моторный завод является одним из крупнейших в стране производителей двигателей[4].

### Апрель
- 28 — в маленькой деревушке около Болоньи родился Ферруччо Ламборгини, основатель одноименной фирмы по производству суперкаров[5].

### Август
- 2 — в Тюфелевой роще состоялся торжественный молебен и закладка первого автомобилестроительного предприятия в Российской империи, «Товарищества на паях автомобильного Московского общества» (в сокращении АМО). В 1956 году завод получил имя Ивана Алексеевича Лихачёва. В 2013 году предприятие прекратило сборку автомобилей, а в 2020 году было полностью ликвидировано[6].